# Franciszek Lachowski
Franciszek Lachowski (ur. 13 sierpnia 1885 r. w Hubinku, zm. 12 kwietnia 1970 r. w Kurytybie) – polski przedsiębiorca i działacz polonijny żyjący w Brazylii.

## Życiorys
Urodził się 13 sierpnia 1885 r., prawdopodobnie w Hubinku. Był jednym z dwojga dzieci Józefa i Anny Lachowskich. Pochodził z rodziny rzymskokatolickich chłopów małorolnych, chociaż na tym terenie większość ludności stanowili grekokatolicy. W wieku kilku lat stracił ojca, a matka wyszła ponownie za Joachima Prima, z którym miała jedną córkę.
W 1895 r. wraz z rodziną wyemigrował do Brazylii, dokąd wyjeżdżali galicyjscy chłopi szukający lepszych warunków życia. Podróż statkiem z Hamburga trwała kilka miesięcy, po której rodzina Lachowskiego osiadła w Santos Andrade w stanie Paraná, gdzie mieszkało ponad pięć tysięcy polskich osadników. Z powodu trudnych warunków w tej osadzie, po krótkim okresie Lachowski wraz z rodziną przeniósł się do Campo Largo da Roseira, gdzie pracował przy wycince lasu.
W 1901 r. Lachowski usamodzielnił się i podjął pracę w gospodarstwie rolnym przy hodowli bydła, a po dwóch latach wyjechał do Kurytyby, gdzie zatrudnił się w firmie cukierniczej. Lachowski pracował w tej firmie przez 10 lat, stopniowo awansując; w tym też okresie nauczył się czytać i pisać. W 1914 r. kupił za swoje oszczędności wystawioną na sprzedaż cukiernię i założył własną firmę A Vencedora, która zdobyła popularność w stanach Parana i Santa Catarina. Lachowski prowadził firmę do początku lat 60. XX wieku, kiedy przeszedł na emeryturę, a firma zaprzestała działalności, gdyż żadne z jego dzieci nie zdecydowało się na jej przejęcie.
W 1907 roku zaangażował się w działalność Koła Młodzieży Polskiej i od 1908 do 1916 r. był poborcą koła, a w 1917 r. został wybrany jego wiceprezesem. Z jego inicjatywy zaczęto budowę nowej siedziby Koła Młodzieży Polskiej, a rok później wszedł w skład komisji odpowiedzialnej za inwestycje. Po połączeniu Koła z organizacjami Sokół i Towarzystwem św. Stanisława w Związek Polskich Towarzystw w Kurytybie, Lachowski wszedł w skład zarządu nowej organizacji. W 1938 roku Związek Polski został znacjonalizowany i przekształcony w Sociedade Beneficiente e Recreativa União, ale Lachowski nadal sprawował w nim różne funkcje.
Lachowski był również prezesem Towarzystwa Polskiego Tadeusza Kościuszki i Dobroczynno-Robotniczego Towarzystwa Polskiego Władysława Jagiełły w Abranches oraz wiceprezesem Związku Towarzystw Katolickich Oświata w Kurytybie. Był zaangażowany w prace komitetu na rzecz budowy Pomnika Siewcy w Kurytybie, został fundatorem dzwonu dla kościoła św. Wincentego à Paulo w Kurytybie i był jednym z inicjatorów budowy Placu Polskiego w Kurytybie. Wspierał również finansowo edukację ubogich dzieci polskich. W czasie II wojny światowej był skarbnikiem w Komitecie Pomocy Ofiarom Wojny w Polsce.
Za swoją działalność społeczną dla Polonii w Kurytybie Lachowski dwukrotnie został odznaczony Złotym Krzyżem Zasługi, w tym raz w 1929 r., w czasie wizyty w Polsce, a w 1934 r. otrzymał od prymasa Polski Augusta Hlonda jego portret z dedykacją.
Od 2 maja 1908 roku w żonaty z Pauliną Smołką z Irati, której rodzina pochodziła ze Śląska. Miał z nią siedmioro dzieci.
Zmarł 12 kwietnia 1970 r. w Kurytybie.